# 青山社
青山社（せいざんしゃ）は、神奈川県相模原市にある出版社。学術書、専門図書、大学の教科書を中心に刊行しており、費用立替、助成金、自費出版の形態で発行している。

## 概要
- 社名：株式会社青山社
- 住所：神奈川県相模原市南区東大沼2-21-4
- 代表取締役：池田勝徳